# Summer Stock
Summer Stock ist ein US-amerikanisches, von MGM produziertes Filmmusical aus dem Jahr 1950 mit Judy Garland und Gene Kelly in den Hauptrollen. Es war der letzte Film Judy Garlands für MGM.
Summer Stock werden im englischsprachigen Raum Ensembles genannt, die während der normalerweise spielfreien Sommerzeit Aufführungen oder Proben zu zukünftigen Stücken durchführen.

## Handlung
Jane Falbury ist Besitzerin einer Farm in Wingait Falls, Connecticut, die mit finanziellen Schwierigkeiten zu kämpfen hat. Zusätzlich muss sie die Ausbildung ihrer jüngeren Schwester Abigail zur Schauspielerin finanzieren. Da Jane noch nicht einmal ihre Farmarbeiter bezahlen kann, verlassen diese die Farm. Lediglich ihre Haushälterin Esme bleibt bei ihr. Jane stellt fest, dass sie die anstehenden schweren Arbeiten auf der Farm nicht alleine bewerkstelligen kann, und versucht, über ihren Freund Orville Wingait einen Kredit zu erhalten. Der mögliche Kreditgeber ist der Vater von Orville, Jasper G. Wingait, einer der einflussreichsten Männer der Gemeinde. Dieser stellt zunächst die Bedingung, dass Jane den Kredit nur bekomme, wenn sie seinen Sohn heirate. Als Jane entrüstet ablehnt, stellt er ihr jedoch trotzdem einen Traktor zur Verfügung.
Zurück auf der Farm findet Jane ihre Schwester Abigail zusammen mit ihrer Tanztruppe vor. Abigail hat der Truppe versprochen, die Farm als Probenbühne benutzen zu können. Jane weigert sich zunächst strikt dies zuzulassen, wird aber von Abigails Verlobten, Joe D. Ross, dem Direktor der Truppe, überredet. Als Gegenleistung verlangt sie allerdings, dass die Tänzer sich ihren Unterhalt durch Arbeiten auf der Farm verdienen. In den folgenden Tagen bringt sie ihnen die täglichen Pflichten auf der Farm bei, übernimmt aber auch selbst Angewohnheiten der Tänzer. So improvisiert sie eines Tages beim Abtrocknen des Geschirrs einen Stepptanz. Joe beobachtet sie dabei und lobt sie für ihr natürliches Talent.
Die Bürger der Gemeinde – insbesondere Jasper – befürchten einen schlechten Einfluss der Tänzer auf die Gemeinde und drängen Jane, ihnen die Nutzung der Farm zu verbieten. Jane weigert sich und versichert, dass es zu keinerlei Problemen kommen werde, insbesondere nicht am geplanten Square Dance am selben Abend. Während Jane mit Jasper und Orville spricht, verursacht Herb Blake, einer der Schauspieler, auf der Farm einen Unfall mit dem neuen Traktor, wobei dieser zerstört wird. Am Abend beginnt der Square Dance zunächst ohne Probleme, doch dann übernehmen Tänzer und Musiker die Kapelle und die Bühne. Joe und Jane tanzen dabei gemeinsam, wobei erneut Janes enormes Tanztalent deutlich wird. Im weiteren Verlauf muss sie jedoch erfahren, dass ihr neuer Traktor zerstört wurde, woraufhin sie die Truppe zum Verlassen und Abigail zur Mitarbeit auf der Farm auffordert. Diese Entscheidung nimmt sie aber am nächsten Tag zurück, als die Tanztruppe all ihr Geld zusammenlegt, um ihr einen neuen Traktor zu beschaffen.
Joe bestärkt Jane in ihrem erwachenden Interesse für Tanz und Musik. So zeigt er ihr, dass in einer Show Gefühle nicht mit Worten, sondern über Tanz und Musik ausgedrückt werden. Am Ende ihres gemeinsamen Tanzes küssen sie sich. Jane bricht den Kuss jedoch ab, läuft in die Farm zurück und trifft dort die beiden Wingaits. Völlig verwirrt über ihre Gefühle für den Verlobten ihrer Schwester willigt sie in eine Hochzeit mit Orville ein, sobald die Tänzer die Farm verlassen haben.
Abigail entwickelt immer mehr Starallüren, obwohl ihre Leistungen während der Proben diese nicht rechtfertigen. Zwei Tage vor der Aufführung verlässt sie mit dem männlichen Hauptdarsteller Harrison I. Keath die Farm, um eine Rolle in dessen neuen Stück in New York zu übernehmen. Joe und Herb überreden Jane, Abigail zu ersetzen, während Joe die männliche Hauptrolle übernimmt. In den folgenden beiden Tagen probt Jane für ihre Rolle im Stück. Als Orville dies realisiert, kommt es zum Streit zwischen beiden, in dessen Verlauf Jane Orville droht, die Verlobung zu lösen, wenn er die Show in irgendeiner Weise beeinflusse. Während der Proben kommen sich Jane und Joe immer näher gekommen. Kurz vor Beginn der Vorstellung erscheint Joe in Janes Garderobe, um ihr Glück zu wünschen. Dabei deutet er an, dass er sich ein zukünftiges Leben mit ihr vorstelle.
Die Show läuft und kommt beim Publikum sehr gut an. Kurz vor dem Finale erscheint Orville mit Abigail, die er aus New York zurückgeholt hat. Er verlangt von Jane, dass sie sofort ihr Bühnenkostüm ausziehen und Abigail in der Show weitermachen lassen solle. Jane weigert sich, da sie sich in ihrem Leben noch nie so viel Spaß gehabt habe. Während des nun ausbrechenden Streites küssen sich Joe und Jane und betreten die Bühne zum Finale, ohne sich weiter um die anderen Beteiligten zu kümmern. Aber auch Abigail und Orville kommen zusammen.

## Musik- und Tanznummern
Wenn nicht anders beschrieben, stammt die Musik der Songs von Harry Warren und der Text von Mack Gordon. Die Orchestrierung erfolgte durch Conrad Salinger und Skip Martin.
1. Main Title – MGM Studio Orchestra während der Opening Credits.
2. If You Feel Like Singing, Sing – gesungen von Judy Garland auf der Farm.
3. (Howdy Neighbor) Happy Harvest – gesungen von Judy Garland auf der Rückfahrt zur Farm mit dem neuen Traktor.
4. Dig-Dig-Dig Dig For Your Dinner – gesungen und getanzt von Gene Kelly, Phil Silvers und Cast in der Küche der Farm.
5. Mem'ry Island – gesungen von Gloria DeHaven und Hans Conried (gesungen von Pete Roberts) während der Proben.
6. Portland Fancy (instrumental) – getanzt von Judy Garland, Gene Kelly und Cast in der Scheune.
7. You, Wonderful You (Musik Harry Warren, Text Jack Brooks und Saul Chaplin) – gesungen von Judy Garland und Gene Kelly auf der Bühne in der Scheune.
8. Friendly Star – gesungen von Judy Garland nach der Vereinbarung ihrer Hochzeit auf der Terrasse der Farm.
9. Fall in Love – gesungen von Gloria DeHaven und Phil Silvers (outtake).
10. You, Wonderful You (instrumental) – getanzt von Gene Kelly in der Scheune, mit einer Zeitung und einer knarrenden Bodendiele als „Partner“.
11. All for You (Chaplin) – gesungen und getanzt von Judy Garland, Gene Kelly und Cast als Eröffnungsstück der Show.
12. You, Wonderful You (Reprise) – gesungen von Judy Garland und Gene Kelly in der Show.
13. Heavenly Music (Musik und Text Saul Chaplin) – gesungen von Gene Kelly und Phil Silvers in der Show.
14. Get Happy (Musik Harold Arlen, Text Ted Koehler) – gesungen und getanzt von Judy Garland und Cast in der Show.
15. (Howdy Neighbor) Happy Harvest (Finale) – gesungen und getanzt von Judy Garland, Gene Kelly, Phil Silvers und Cast als Finale der Show.

## Produktion und Hintergrund
Die Dreharbeiten gegannen in der ersten Oktoberwoche 1949 und endeten Mitte Februar 1950. Gesang und Tanz für Get Happy wurden nachträglich zwischen Mitte und Ende März 1950 gedreht. Die Uraufführung von Summer Stock erfolgte am 31. August 1950 in New York. Im deutschsprachigen Raum wurde der Film bisher weder im Kino noch im Fernsehen gezeigt.
Das Budget des Films betrug 1.981.848 US-Dollar, das mit 2.024.848 US-Dollar um lediglich 43.000 US-Dollar überschritten wurde.
In den ersten Ankündigungen zum Film war Judy Garland für die Hauptrolle vorgesehen. Im Februar 1949 verkündete MGM jedoch, dass sie durch June Allyson ersetzt werden solle. Zu Filmbeginn im Oktober 1949 wurde jedoch wieder Judy Garland besetzt. Summer Stock war Garlands letzter Film bei MGM und der letzte von drei Filmen mit Gene Kelly. Die beiden anderen waren For Me and My Gal (1942) und Der Pirat (1948).
Gene Kelly war für die Rolle des Joe D. Ross nur die zweite Wahl. Ursprünglich sollte sie Mickey Rooney erhalten. Da dieser aber nicht mehr die gleiche Beliebtheit genoss wie in früheren Jahren, erhielt Kelly den Zuschlag. Kelly war zunächst sehr zurückhaltend, eine Rolle in einem von Joe Pasternak produzierten Stück zu übernehmen, da er in der Vergangenheit bereits Probleme mit diesem hatte. Er übernahm die Rolle jedoch als einen persönlichen Gefallen für Judy Garland. Zusätzlich zu seiner Rolle choreografierte er die Tanznummern zu You, Wonderful You, All for You und Portland Fancy.
Die Dreharbeiten erwiesen sich aufgrund Judy Garlands persönlicher Probleme sowie ihrer Medikamentenabhängigkeit als schwierig und wurden fast abgebrochen. So war Heavenly Music eigentlich mit Garland geplant, sie erschien allerdings nicht zum Dreh, weswegen Kelly und Silvers die Song- und Tanznummer nur zu zweit aufnahmen. Louis B. Mayer bestand auf eine Fortsetzung der Dreharbeiten, da Garland dem Studio in der Vergangenheit ein Vermögen brachte und eine weitere Chance verdiene.
Das bekannteste Stück des Films ist Get Happy, in dem Judy Garland in Nylons, Smokingjacke und Hut zusammen mit weiteren Mitgliedern des Casts singt und tanzt. Get Happy wurde erst zwei Monate nach dem offiziellen Drehschluss gefilmt. Da Judy Garland die Zeit zwischen dem Ende der eigentlichen Dreharbeiten und dem Dreh von Get Happy in einer Klinik zur Behandlung ihrer Medikamentensucht verbrachte und dabei stark an Gewicht verlor, hat sie in der Aufnahme des Songs eine deutlich schlankere Gestalt. In Osterspaziergang trug Judy Garland für die Musiknummer Mr. Monotony exakt dasselbe Kostüm. Die Szene wurde damals jedoch nicht in die Endfassung des Films übernommen.

## Rezeption
Nach Angaben der Mannix-Akte spielte der Film in den USA 2.498.000 US-Dollar in den USA und Kanada sowie 642.000 US-Dollar in den übrigen Ländern ein. Dies führte zu einem kleinen Verlust von 80.000 US-Dollar.
Get Happy gilt als einer der erfolgreichsten Songs Garlands und ist auch heute noch eng mit ihrer Person verknüpft. In der Popkultur wurde ihre Darstellung häufig kopiert. So hat Michael Jackson seinen Dangerous-Auftritt (erstmals 1993 bei den American Music Awards) an die Performance in dem Film angepasst und auch die anfänglichen Sounds übernommen.

## Kritiken
- „Das kindische Szenario – unwürdig der Talente seiner beiden Hauptdarsteller – wurde durch eine Reihe von großartig inszenierten Musicalnummern ausgeglichen.“ („This juvenile scenario, unworthy of the talents of its two leading players, was redeemed by a series of splendidly staged musical numbers.“)[5]

- „Die großartige Sängerin und Tänzerin macht diesen Film zu einem persönlichen Triumph.“ („The great song and dance actress makes this movie a personal triumph.“)[6].